# Aliquotsom
In de getaltheorie is de aliquotsom van een natuurlijk getal de som van de echte delers van dat getal.
In formule:
{\displaystyle s(n)=\sum \nolimits _{d|n,\ d\neq n}d}
Hierin is {\displaystyle s(n)} de aliquotsom van {\displaystyle n} en betekent {\displaystyle d|n} dat {\displaystyle d} “deelbaar is op” (“een deler is van”) {\displaystyle n}.
Nb. Van elk natuurlijk getal {\displaystyle n} is {\displaystyle 1} een (echte) deler.

## Voorbeelden
- De echte delers van {\displaystyle 18} zijn {\displaystyle 1,2,3,6,9}. Dan is:

{\displaystyle s(18)=1+2+3+6+9=21}
- De echte delers van {\displaystyle 6} zijn {\displaystyle 1,2,3}. Dus:

{\displaystyle s(6)=1+2+3=6}
- Het getal {\displaystyle 1} heeft geen echte delers. Daarom is, per definitie: {\displaystyle s(1)=0}.

Opmerking
Indien de functie {\displaystyle s} wordt gedefinieerd met behulp van de functie {\displaystyle \sigma }, waarbij {\displaystyle \sigma (n)} de som is van alle delers van {\displaystyle n}, dus als:
{\displaystyle s(n)=\sigma (n)-n}
dan is (inderdaad) {\displaystyle s(1)=\sigma (1)-1=1-1=0}.

## Waarden van de aliquotsom
Voor {\displaystyle n=1,2,3,\ldots ,25} zijn de opvolgende waarden:
{\displaystyle 0,1,1,3,1,6,1,7,4,8,1,16,1,10,9,15,1,21,1,22,11,14,1,36,6}

## De functiesbij bijzondere getallen
- Als {\displaystyle n} een priemgetal is, dan is {\displaystyle s(n)=1}.
- Als {\displaystyle n} een perfect getal is, dan is {\displaystyle s(n)=n}.
- Als {\displaystyle n} een overvloedig getal is, dan is {\displaystyle s(n)>n}.
- Als {\displaystyle n} een gebrekkig getal is, dan is {\displaystyle s(n)<n}.
- Is {\displaystyle n} een macht van {\displaystyle 2}, dus {\displaystyle n=2^{k}}, dan is:

{\displaystyle s(n)=1+2+2^{2}+\ldots +2^{k-1}=2^{k}-1=n-1}
En deze eigenschap geldt dus voor elk bijna perfect getal.

## Eigenschappen van de functieσ{\displaystyle \sigma }
Als {\displaystyle m,n} natuurlijke getallen zijn die relatief priem zijn, dan is:
{\displaystyle \sigma (mn)=\sigma (m)\cdot \sigma (n)}
Bewijs
Elke deler {\displaystyle d} van het getal {\displaystyle mn} bestaat uit priemfactoren die in {\displaystyle m} zitten en priemfactoren die in {\displaystyle n} zitten. Omdat {\displaystyle m,n} geen gemeenschappelijke delers hebben, is zo’n {\displaystyle d} te schrijven als {\displaystyle d=d_{m}d_{n}}, waarbij {\displaystyle d_{m}|m,\ d_{n}|n}.

En omgekeerd, elke keuze van een deler {\displaystyle d_{m}} van {\displaystyle m} en deler {\displaystyle d_{n}} van {\displaystyle n} geeft weer een deler van {\displaystyle mn}, namelijk {\displaystyle d_{m}\cdot d_{n}}.

Het aantal delers van {\displaystyle mn} is daarmee gelijk aan het aantal delers van {\displaystyle m} maal het aantal delers van {\displaystyle n}.
Dan is:
{\displaystyle \sigma (mn)=\sum \nolimits _{d\ |\ mn,\ d\neq mn}d=\sum \nolimits _{d_{m}|m,\ d_{n}|n}d_{m}d_{n}=\sum \nolimits _{d_{m}|m}d_{m}\,\cdot \,\sum \nolimits _{d_{n}|n}d_{n}=\sigma (m)\,\cdot \,\sigma (n)}
Als {\displaystyle n=p_{1}^{a_{1}}p_{2}^{a_{2}}p_{3}^{a_{3}}\ldots p_{r}^{a_{r}}} de priemontbinding is van het natuurlijke getal {\displaystyle n}, waarin {\displaystyle p_{1},p_{2},p_{3},\ldots ,p_{r}} verschillende priemgetallen zijn (elk met {\displaystyle a_{i}} als exponent), dan is:
{\displaystyle \sigma (n)=\prod \nolimits _{i=1}^{r}{\frac {p_{i}^{a_{i}+1}-1}{p_{i}-1}}}
Gevolg
Is de priemontbinding van een getal {\displaystyle n} bekend, dan kan {\displaystyle \sigma (n)}, en daarmee dus ook {\displaystyle s(n)}, worden berekend. Evenwel, het ontbinden van erg grote getallen in priemfactoren is niet zo eenvoudig.
Voorbeeld
Voor {\displaystyle n=24=2^{3}\cdot 3} is:
{\displaystyle p_{1}=2,\ a_{1}=3,\ p_{2}=3,\ a_{2}=1}.
Zodat:
{\displaystyle \sigma (24)={\frac {2^{4}-1}{2-1}}\cdot {\frac {3^{2}-1}{3-1}}=15\cdot 4=60}
Dus is: {\displaystyle s(24)=60-24=36}.

## Aliquotrij
De functie {\displaystyle s}, toegepast op {\displaystyle n}, kan ook geïtereerd worden (herhaald worden toegepast). Hierdoor ontstaat de rij:
{\displaystyle n,s(n),s(s(n)),s(s(s(n))),...}
Deze rij wordt de aliquotrij van het getal {\displaystyle n} genoemd.

### Voorbeeld
Voor {\displaystyle n=15} is:
{\displaystyle s(15)=1+3+5=9,\ s(9)=1+3=4,\ s(4)=1+2=3,\ s(3)=1,\ s(1)=0}
De aliquotrij van {\displaystyle 15} is dan: {\displaystyle 15,9,4,3,1,0}.